# Guerra de los Nueve Años (Irlanda)
La guerra de los Nueve Años irlandesa (en irlandés Cogadh na Naoi mBliana), también conocida como la Rebelión de Tyrone, comenzó en la primavera de 1593 y finalizó en marzo de 1603. Este conflicto no debe confundirse con la guerra de los Nueve Años de 1690, parte de la cual se luchó también en Irlanda. El conflicto se libró entre las fuerzas aliadas de los terratenientes gaélicos Hugh O'Neill y Red Hugh O'Donnell, contra el gobierno inglés isabelino que gobernaba la isla. Hubo batallas en todas las partes del país, pero primariamente en el norte de la provincia de Úlster. La guerra finalizó con la derrota de los caciques irlandeses, los cuales fueron conducidos al exilio en la «Fuga de los Condes» y con la posterior colonización del Úlster.
La guerra contra O'Neill y sus aliados supuso para Inglaterra el mayor conflicto bélico en la época isabelina. Durante 1600-1601, más de 18 000 soldados de la Corona inglesa se encontraban luchando en Irlanda. Por el contrario, el ejército inglés que asistió a los Países Bajos durante la guerra de los Ochenta Años del siglo xvi no tuvo en ningún momento más de 12 000 soldados.

## Causas
La causa del conflicto fue la colisión entre la ambición del jefe gaélico Hugh O'Neill y el Estado inglés, que desde el asentamiento que había implantado a finales del siglo anterior, conocido como «La Empalizada» (The Pale), pretendía extender su dominio al resto de la isla. En esa resistencia, O'Neill consiguió reunir a otros clanes que también estaban insatisfechos con el gobierno inglés, así como a algunos católicos que se oponían a la propagación del protestantismo en Irlanda.

### El ascenso de Hugh O'Neill

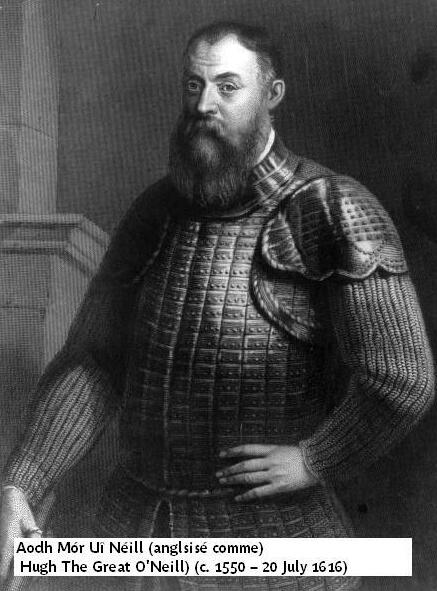
El gran O'Neill.

Hugo O'Neill procedía del poderoso clan O'Neill de Tyrone, dominante del centro de la provincia del Úlster. Cuando era niño, mataron a su padre y Shane O'Neill lo desterró. Fue criado por la familia Hovenden en La empalizada, y las autoridades inglesas lo patrocinaron como Lord confiable. En 1587, persuadió a Isabel I para que lo nombrase Conde de Tyrone, el título inglés que su abuelo había poseído. Sin embargo, el verdadero poder en Úlster no radicaba en el título, sino en obtener la posición de ser El O'Neill o el jefe del clan O'Neill, ostentado por entonces por Turlough Luineach O'Neill. Este puesto garantizaba la obediencia de todos los O'Neills y sus subordinados en el centro de Úlster; y por fin, en 1595, tras mucho derramamiento de sangre, Hugh O`Neill consiguió la posición.
A través de su aliado, Red Hugh O'Donnell, recibió un contingente de redshanks escoceses y, gracias a su título inglés de conde, reclutó también un gran número de mercenarios irlandeses, conocidos como buanadha, dirigidos por hombres como Richard Tyrell. Para armar a sus tropas, Hugh compró mosquetes, picas y pólvora en Escocia e Inglaterra y, a partir de 1591, Red Hugh O'Donnel, en nombre de Hugh O'Neill, estableció contactos con Felipe II de España, solicitando ayuda para combatir a su enemigo común, y apelando a la defensa del catolicismo. Con la ayuda de España, O'Neill logró armar un ejército de 8000 hombres capaz de enfrentarse a los ingleses en el Úlster, algo sin precedentes para un jefe gaélico.

### Avances ingleses en el Úlster
A comienzos de la década de 1590, Inglaterra había vuelto su atención sobre el norte del Úlster y se había encargado al Lord diputado FitzWilliam el control de la zona. Se propuso la creación de un gobierno provincial, en el que Henry Bagenal, un colono inglés asentado en Newry, ocuparía la presidencia. Su misión sería imponer la autoridad de la corona con la ayuda de los sheriffs nombrados por el gobierno de Dublín.
En 1591, FitzWilliam acabó con el Señorío de los MacMahon en Monaghan cuando el líder de la familia se opuso al nombramiento de un sheriff inglés; fue ahorcado y sus posesiones divididas. Hubo voces denunciando la corrupción del gobierno de FitzWilliam, pero se actuó de la misma forma en Longford (territorio de los O'Farrell) y Bréifne (Cavan, territorio de los O'Reillys). Los intentos de llevar a cabo esta política en las tierras de O'Donnel y O'Neill fueron respondidos con las armas.
El principal obstáculo para el ejército inglés que pretendiera atacar a O'Neill era la orografía. Por tierra, solo había dos pasos viables para las tropas: Newry en el este y Sligo en el oeste. El resto del territorio circundante estaba cubierto de bosques, marismas, montañas y bog. El castillo de Sligo pertenecía a los O'Connor, pero estaba bajo la constante amenaza de los O'Donnel; y la ruta de Newry atravesaba zonas en las que el ejército inglés sería muy vulnerable, y solo podría ser mantenida a costa de grandes sacrificios humanos y materiales.
Además, estaba el castillo de Carrickfergus, al norte de Belfast, donde se había instalado un pequeño grupo de colonos en la década de 1570. Pero también desde aquí el terreno era desfavorable, ya que el Lough Neagh, el río Bann y los bosques de Glenconkeyn separaban estas tierras de la frontera oriental de los territorios de O'Neill. Quedaba la posibilidad de localizar un puerto en la costa norte donde desembarcar tropas, pero esta posibilidad la complicaban los clanes escoceses que apoyaban a O'Neill con hombres y armas y distraían a los ingleses.

## La guerra

### Comienzo de las hostilidades
En 1592, Red Hugh O`Donnel expulsó a un sheriff inglés, el capitán Willis, de sus territorios de Tyrconnel. En 1593, O'Donnell se unió a Hugh Maguire para evitar el nombramiento de Willis como sheriff de Fermanagh, territorio de los Maguire, comenzando una ofensiva sobre las posiciones inglesas en la frontera sur del Úlster. En un principio, O'Neill apoyó a los ingleses, en la confianza de obtener el cargo de presidente del Úlster. Isabel I, sin embargo, temía que O'Neill no se contentara con ser un terrateniente a las órdenes de la corona, sino que pretendiera usurpar la soberanía real y convertirse en Príncipe del Úlster, por lo que decidió no concederle ningún puesto en el gobierno del Úlster. Una vez que Bagenal asumió la presidencia del Úlster, O'Neill comprendió que la única opción que le quedaba para defender sus intereses era la de unirse a la rebelión. Así, el 16 de febrero de 1595, lanzó un ataque contra un fuerte inglés situado en el río Blackwater.

### La victoria de Yellow Ford
Las autoridades del Castillo de Dublín tardaron en comprender el alcance de la rebelión. Después de unas negociaciones fracasadas en 1596, las tropas inglesas trataron de penetrar en el Úlster, pero fueron rechazadas por los rebeldes, bien entrenados y dispuestos para el combate. Tras la dolorosa derrota de Clontibret, varias ofensivas inglesas fueron desbaratadas por los irlandeses, y en la batalla de Yellow Ford de 1598, casi 2000 soldados ingleses perdieron la vida en una emboscada cerca de Armagh. El resto fue apresado en la propia Armagh, aunque salvaron sus vidas a cambio de evacuar la ciudad. Henry Bagenal, el enemigo de O'Neill, murió durante los combates. La de Yellow Ford era la peor derrota sufrida por los ingleses en Irlanda hasta ese momento.
La victoria propició levantamientos por todo el país y la guerra adquirió una dimensión mucho mayor. Hugh O'Neill concedió a sus partidarios los títulos de condes y jefes; así, James FitzThomas FitzGerald recibió el título de conde de Desmond, y Florence MacCarthy, jefe de los MacCarthy. En Munster, al menos 9000 hombres se unieron a la rebelión, y la Colonización de Munster fue totalmente destruida. Muchos de los colonos ingleses tuvieron que huir para salvar la vida.
Solo un puñado de señores nativos permanecieron fieles a la corona, pese a la oposición de muchos de sus familiares y seguidores. Sin embargo, todas las ciudades fortificadas se pusieron del bando inglés. Hugh O'Neill, que no disponía de medios para tomar ciudades amuralladas, trató de atraerse a los habitantes de La Empalizada apelando al catolicismo y a la marginación de la que eran objeto por parte de las autoridades inglesas representadas por el gobierno de Dublín y los presidentes provinciales. Sin embargo, la mayor parte de los ingleses viejos permanecieron hostiles hacia los nativos irlandeses.

### El Conde de Essex
En 1599, Robert Devereux, II conde de Essex, desembarcó en Irlanda con un contingente de 17 000 hombres. Siguiendo el consejo del gobierno irlandés, trató de sofocar las revueltas del sur antes de atacar el Úlster. No obstante, esto debilitó sus fuerzas y sufrió numerosos reveses en Leinster y Munster. En su intento de cruzar las montañas de Curlew para alcanzar Sligo, su ejército fue alcanzado y vencido por las tropas de Red Hugh O'Donnell en Curlew Pass. Además, las duras condiciones de la campaña hicieron que muchos de los soldados ingleses contrajeran tifus y disentería.
Cuando por fin alcanzó el Úlster, el Conde de Essex tuvo que firmar una tregua muy favorable a O'Neill, lo que no fue del agrado del gobierno de Londres. Tratando de anticiparse al desastre, Essex partió hacia Inglaterra en 1599, sin esperar al permiso de la reina. Tras varios procesos y rebeliones, finalmente sería ejecutado en 1601.
El sucesor de Essex al frente de los asuntos de Irlanda fue Lord Mountjoy, que pronto reveló ser un comandante mucho más capaz que su predecesor. Dos veteranos de la guerra irlandesa, George Carew y Arthur Chichester, fueron puestos al mando de Munster y Úlster, respectivamente.

### El fin de la rebelión en Munster
Carew consiguió controlar las revueltas en Munster en 1601, combinando la fuerza y la negociación. En el verano de 1601 había reconquistado la mayoría de los castillos de la provincia y dispersado las fuerzas irlandesas. Capturó al conde de Desmond, James FitzThomas FitzGerald y a Florence MacCarthy, que fueron enviados a Londres, donde morirían años después. El resto de los señores se rindieron a Carew una vez que los mercenarios contratados por O'Neill fueron derrotados.

### La batalla de Kinsale y el fin de la rebelión
Mountjoy, por su parte, penetró en el Úlster mediante un doble desembarco en Derry y en Carrickfergus, comandado por Henry Docwra y Arthur Chichester, respectivamente. Docwra y Chichester, apoyados por Niall Garve O'Donnell, cuñado y primo de Red Hugh, devastaron el país en un esfuerzo por provocar la hambruna entre la población civil, dificultando así el abastecimiento y reclutamiento de los rebeldes. Esta táctica comenzó a desgastar a las fuerzas irlandesas que, además, se veían obligadas a permanecer en el Úlster para defender sus territorios. Aunque O'Neill rechazó aún otra incursión inglesa en la batalla de Moyri Pass, cerca de Newry, su posición se hacía cada vez más desesperada.

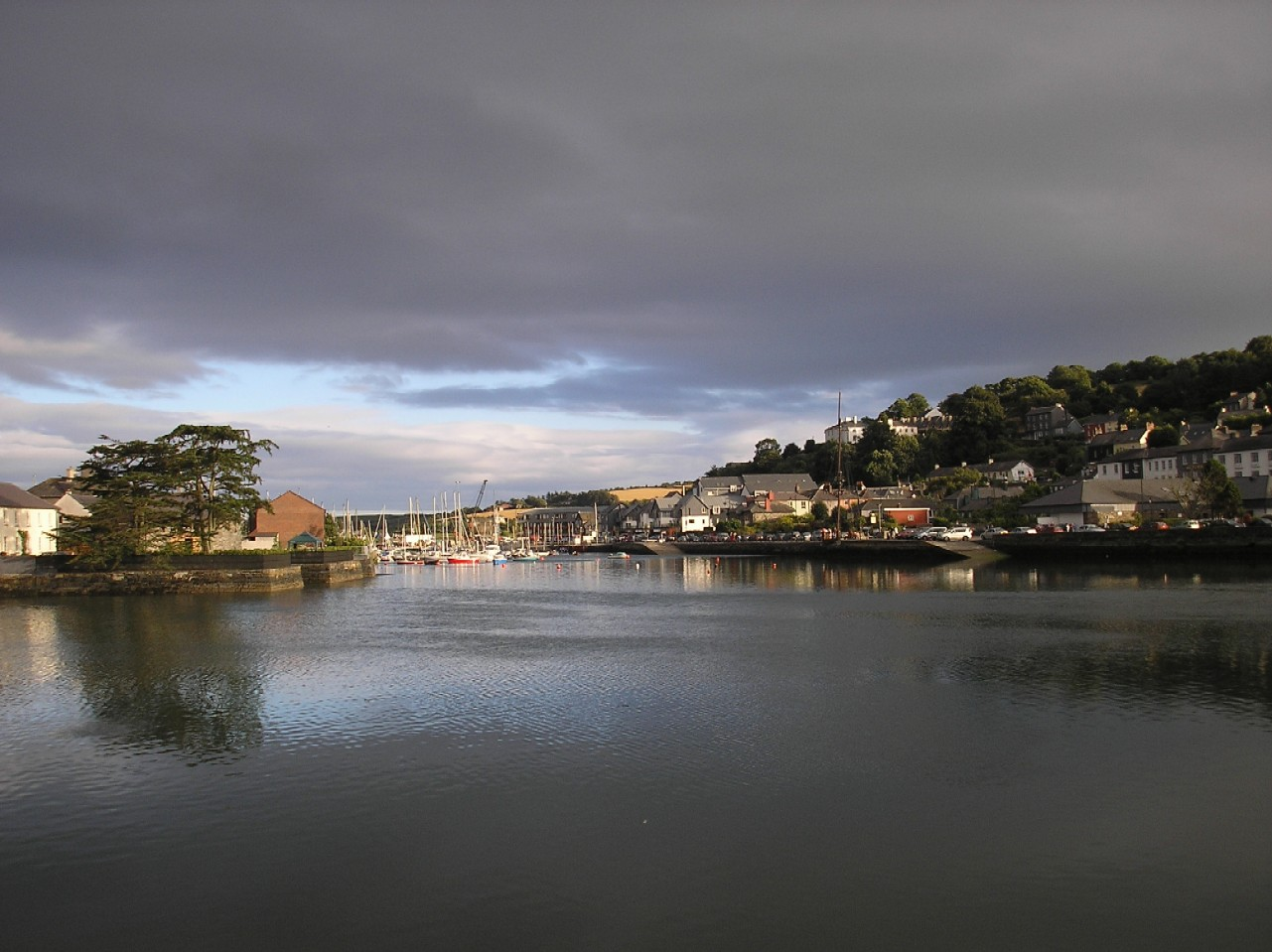
Puerto de Kinsale.

En 1601, llegó por fin la tan anhelada ayuda extranjera 4000 soldados españoles desembarcaban en Kinsale, Cork, en el extremo sur de Irlanda. Ante la noticia, Mountjoy puso sitio a Kinsale con 7000 soldados. O'Neill, O'Donnell y sus aliados marcharon también hacia el sur tratando de aliviar el sitio y atrapar a Mountjoy, cuyas tropas estaban hambrientas y enfermas. Durante su marcha, O'Neill asoló todas las tierras de sus enemigos. Entre el 5 y 6 de enero de 1602, los irlandeses alcanzaron Kinsale. O'Neill y O'Donnell decidieron lanzar un ataque sorpresa, pero los ingleses estaban preparados y el enfrentamiento se solucionó con unas cuantas escaramuzas, en las que los irlandeses fueron derrotados en lo que se ha conocido como la batalla de Kinsale.
Los rebeldes se retiraron al Úlster donde intentaron reagruparse, pero el viaje de vuelta, cruzando parajes inundados y congelados, produjo más bajas que la propia batalla. El último bastión rebelde en el sur, el castillo de Dunboy, fue sitiado y tomado por George Carew. Red Hugh O'Donnell murió en 1602 en España, a donde se había dirigido en busca de nuevas ayudas, y su hermano Rory asumió la jefatura del clan. Junto con Hugh O'Neill prosiguieron la lucha, aunque tuvieron que limitarse al uso de tácticas de guerrilla contra Mountjoy, Docwra, Chichester y Niall Garve O'Donnell, que controlaban el país.

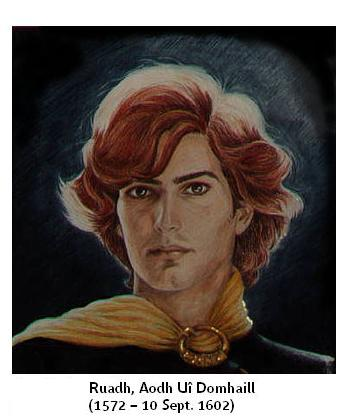
Red Hugh O'Donnel.

Finalmente, Mountjoy destruyó la piedra de coronación de O'Neill en Tullaghogue, lo que simbólicamente indicaba el fin del poder O'Neill. Como resultado de las actuaciones inglesas en el Úlster, la hambruna se extendió entre la población civil y pronto los nativos se vieron abocados al canibalismo. Los lugartenientes de O'Neill (O'Hagan, O'Quinn, MacCann) comenzaron a rendirse. Rory O'Donnell depuso las armas a finales de 1602. Hugh O'Neill resistió en sus tierras de Tyrone hasta el 30 de marzo de 1603, cuando llegó a un acuerdo con Mountjoy en Mellifont. Isabel I había muerto una semana antes.

## Consecuencias

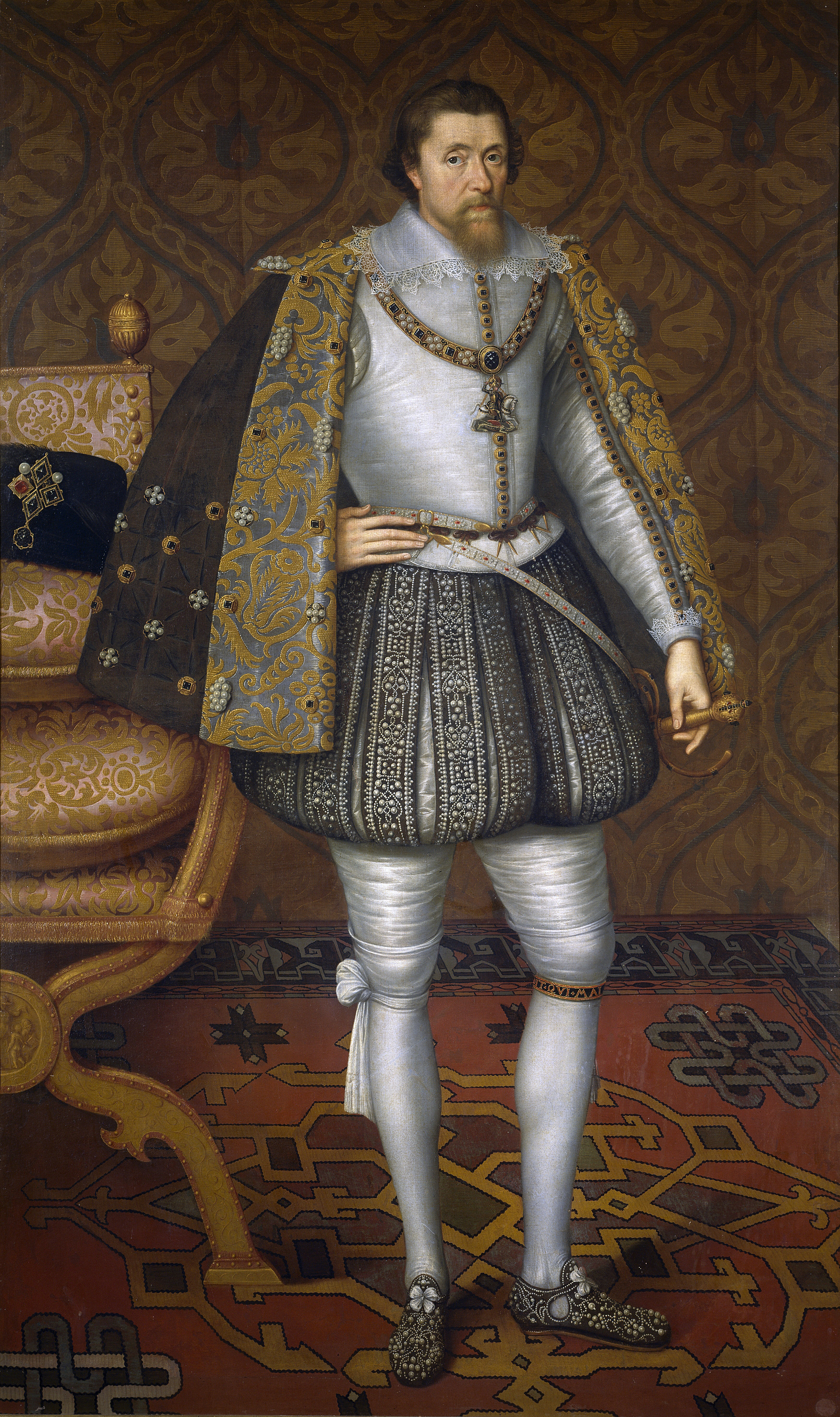
Retrato de Jacobo I de Inglaterra hacia 1600.

Tras la guerra, el nuevo rey Jacobo I concedió a los irlandeses un acuerdo de paz muy favorable. O'Neill, O'Donnell y el resto de los jefes del Úlster fueron perdonados y sus posesiones restituidas. A cambio, deberían abandonar sus títulos irlandeses, disolver sus ejércitos privados, renunciar a sus alianzas y jurar lealtad a la Corona inglesa. En 1604, Mountjoy decretó amnistía general para todos los rebeldes.
La razón para estas condiciones hay que buscarla en la debilidad inglesa. Inglaterra no disponía de ejércitos profesionales y el Parlamento no estaba dispuesto a aprobar nuevos impuestos para financiar operaciones militares; además, estaban las guerras de Flandes, donde tropas británicas apoyaban a los Países Bajos en su insurrección contra España. La guerra de Irlanda, que implicó un coste de unos 2 millones de libras esterlinas, estuvo a punto de llevar a la quiebra al sistema británico.
No obstante, la situación en el Úlster continuaba siendo de calma tensa. En 1607 O'Donnell y O'Neill, junto con otros jefes gaélicos del Úlster, partieron hacia el continente en busca de respaldo militar que les permitiera reiniciar la guerra, en un movimiento que ha pasado a la historia como la «Fuga de los Condes». Sin embargo, no tuvieron suerte. El objetivo preferente, España, había firmado el 28 de agosto de 1604, la paz con la Inglaterra de los Estuardo y tampoco atravesaba un buen momento para empresas arriesgadas.
Sus tierras fueron confiscadas de inmediato y entregadas a una nueva remesa de colonos británicos, muchos de ellos escoceses, en lo que iba a ser conocida como la Colonización del Úlster, creando un núcleo absolutamente fiel y adicto a la corona de Inglaterra hasta nuestros días. Esto provocó una nueva insurrección en abril de 1608, rápidamente aplastada en la batalla de Kilmacrennan. 
Con la guerra de los Nueve Años y la huida de los condes, la Irlanda gaélica había llegado a su fin.